# 湖景莊園 (喬治亞州)
湖景莊園（英語：Lakeview Estates）是位於美國喬治亞州羅克代爾縣的一個人口普查指定地區。

## 地理
湖景莊園的座標為33°42′24″N 84°02′10″W / 33.70667°N 84.03611°W，而該地最高點為海拔高度240米（即787英尺）。

## 人口
根據2010年美國人口普查的數據，湖景莊園的面積為1.50平方千米，當中陸地面積為1.40平方千米，而水域面積為0.10平方千米。當地共有人口2637人，而人口密度為每平方千米1,758人。